# 白糠西中継局

白糠西テレビ中継局（しらぬかにしテレビちゅうけいきょく）は、北海道白糠郡白糠町西5条北2丁目にあるNHK釧路放送局のテレビ中継局。同所には民放各局の白糠テレビ中継局も設置されているので、あわせて記述する。

## 送信施設
- NHKでは、青森県上北郡六ヶ所村にNHK青森放送局の白糠テレビ中継局を設置しており、同名を避けるため、遅れて開設されたNHK釧路放送局の中継局に「白糠西」と名付けている。民放各局では、自局に同名の中継局がないため、「白糠」のままである。

### デジタルテレビ放送
| リモコン キーID | 放送局名             | 物理 チャンネル | 空中線 電力 | ERP   | 偏波面   | 放送対象地域 | 放送区域 内世帯数 | 運用開始日     |
| --------------- | -------------------- | --------------- | ----------- | ----- | -------- | ------------ | ----------------- | -------------- |
| 1               | HBC 北海道放送       | 44              | 100mW       | 350mW | 水平偏波 | 北海道       | 約2,300世帯       | 2008年 3月31日 |
| 2               | NHK 釧路教育         | 37              | 100mW       | 370mW | 水平偏波 | 全国         | 約2,300世帯       | 2008年 3月31日 |
| 3               | NHK 釧路総合         | 35              | 100mW       | 370mW | 水平偏波 | 釧路根室圏   | 約2,300世帯       | 2008年 3月31日 |
| 5               | STV 札幌テレビ放送   | 46              | 100mW       | 340mW | 水平偏波 | 北海道       | 約2,300世帯       | 2008年 3月31日 |
| 6               | HTB 北海道テレビ放送 | 48              | 100mW       | 350mW | 水平偏波 | 北海道       | 約2,300世帯       | 2008年 3月31日 |
| 7               | TVh テレビ北海道     | 39              | 100mW       | 340mW | 水平偏波 | 北海道       | 約2,300世帯       | 2012年 10月1日 |
| 8               | UHB 北海道文化放送   | 50              | 100mW       | 330mW | 水平偏波 | 北海道       | 約2,300世帯       | 2008年 3月31日 |

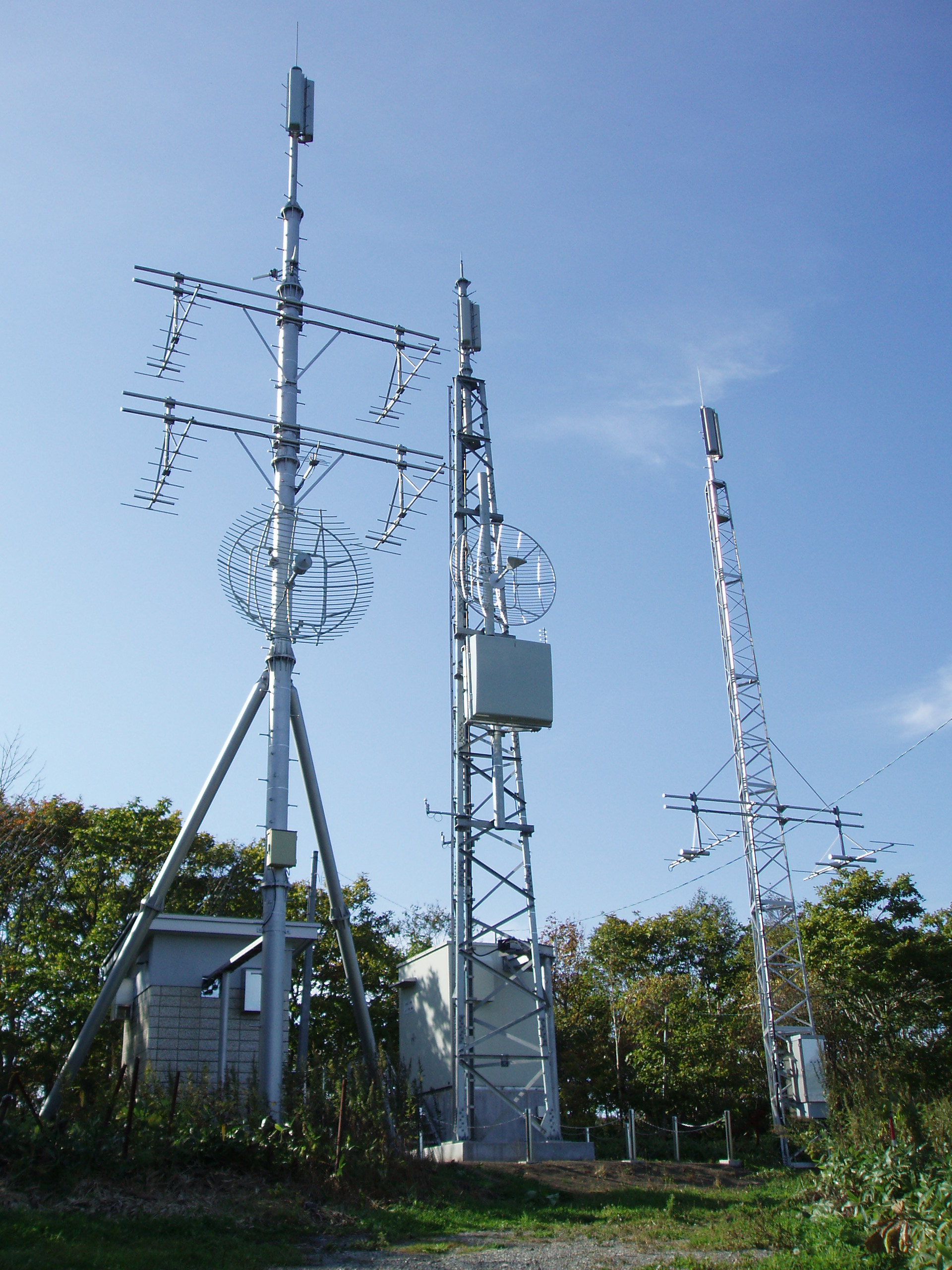
白糠中継局

- NHKとTVhを除く各局には、2008年1月25日に予備免許が付与、同年3月17日に試験放送を開始[1]したのち、同年3月31日に本免許が付与され[2]、同日運用を開始した[3]。
- TVhは、白糠町が平成24年度補正予算でデジタルテレビ放送中継局整備事業への支出を決めたことから設置を決定した[4]。2012年8月20日に予備免許が付与され[5]、9月7日に試験放送を開始。同年10月1日に本免許が付与され、同日運用を開始した[3]。

### アナログテレビ放送
| チャンネル | 放送局名             | 空中線 電力       | ERP                 | 偏波面   | 放送対象地域 | 放送区域 内世帯数 | 運用開始日 |
| ---------- | -------------------- | ----------------- | ------------------- | -------- | ------------ | ----------------- | ---------- |
| 49         | NHK 釧路教育         | 映像1W/ 音声250mW | 映像3.5W/ 音声890mW | 水平偏波 | 全国         | -                 | 1983年     |
| 51         | NHK 釧路総合         | 映像1W/ 音声250mW | 映像3.6W/ 音声910mW | 水平偏波 | 釧路根室圏   | -                 | 1983年     |
| 53         | HBC 北海道放送       | 映像1W/ 音声250mW | 映像3.6W/ 音声910mW | 水平偏波 | 北海道       | -                 | 1986年     |
| 55         | STV 札幌テレビ放送   | 映像1W/ 音声250mW | 映像3.6W/ 音声910mW | 水平偏波 | 北海道       | -                 | 1986年     |
| 57         | HTB 北海道テレビ放送 | 映像1W/ 音声250mW | 映像3.5W/ 音声890mW | 水平偏波 | 北海道       | -                 | 1986年     |
| 59         | UHB 北海道文化放送   | 映像1W/ 音声250mW | 映像3.4W/ 音声850mW | 水平偏波 | 北海道       | -                 | 1986年     |

- 白糠町は基本的に釧路送信所の電波を受信することが可能な地域であるが、中心街は岬の森東山公園の陰となり、受信しにくい地域があったために中継局が設置された[要出典]。
- TVhは当所に中継局を置いていなかった。
- 2011年7月24日をもって、すべて廃局となった。